# Прагасам, Арул
Арул Прагасам (Арулаппу Ричард Арулпрагасам, также известен как Арулар) ― тамильский революционер и руководитель Революционной организации студентов Илама, сформированной в январе 1975 года в Лондоне и ставшей одной из группировок Тамильского освободительного движения, представители которого боролись за создание независимого государства тамилов под названием Тамил-Илама. Позже отошёл от вооружённой борьбы и выступал в качестве независимого посредника на мирных переговорах между двумя сторонами во время гражданской войны. Возглавлял движение Глобальной инициативы в области устойчивого развития в Великобритании. Отец певицы M.I.A. (назвавшей в его честь свой дебютный альбом Arular)
и ювелирного дизайнера Кали Арулпрагасама.

## Биография

### Образование
Арулпрагасам окончил Университет дружбы народов имени Патриса Лумумбы в Москве по специальности инженера.

### Политика
В 1975 году в Лондоне учредил Революционную организацию студентов Илама, члены которой приняли участие в демонстрации на чемпионате мира по крикету в том же году, спровоцировав столкновения между тамильскими и сингальскими болельщиками, в результате чего конфликт в Шри-Ланке впервые привлёк большое внимание международной общественности. В марте 1976 года он переехал в город Вавуния, что находится на севере Шри-Ланки. Вместе с двумя членами своей организации в течение шести месяцев проходил военную подготовку в Ливане вместе с палестинскими боевиками из ФАТХ, крыла Организации освобождения Палестины. Покинул Ливан после трёх месяцев обучения, возвратившись в Джафну. В конце 1976 года снова переехал в Вавунию, а в 1978―1986 гг. жил и работал в индийском штате Тамилнад. Индийские спецслужбы тренировали бойцов студенческой организации Прагасама, которая стала одной из шести тамильских революционных групп, сражавшихся против государства Шри-Ланки. Периодически навещал в Джафне свою семью, а свои собственным детям представлялся, как их дядя. Хотя он никогда не называл себя членом движения «Тигры освобождения Тамил-Илама», Арулпрагасам был старым другом предводителя движения Велупиллаи Прабхакарана. Жене и трём детям Арулпрагасама, в конце 1980-х годов и было предоставлено политическое убежище в Великобритании, в то время как сам он остался в стране. Покинул свою группу и оставил вооружённую борьбу после очередного конфликта в 1987 году, выступив независимым посредником в мирных переговорах между двумя сторонами и сыграл важную роль в привлечении индийской интервенции, которая в конечном итоге обернулась неудачей.
M.I.A. в своём интервью однажды заявила, что её отец разделял революционные идеалы и что он был активно вовлечён в политику страны, хотя она имела с ним никаких контактов с начала 1990-х годов. В интервью The Guardian в 2005 году она утверждала, что «он никогда не имел практического и физического влияния» на жизнь своей семьи. О его участии в войне и о его репутации бывшего мятежника певица говорила следующее: «люди пишут о нём в таком ключе, потому что это легко. „Тигры“ были многочисленными и разношерстными, а мой отец был слишком избирателен. Большинство тигров брали мачете и говорили нечто вроде „они убили мою мать, и я поубиваю их самих“. Но мой отец отвечал на это „нет-нет-нет, прочтите вот эту удивительную книгу о революции. Давайте сядем и составим манифест“».

### С 1997 года
В 1997 году он учредил Институт устойчивого развития в Тринкомали. В том же году написал труд об истории тамильского народа. Его дом был затоплен во время цунами в Индийском океане в 2004 году. В последние годны своей жизни проживал в Великобритании и возглавлял движение Глобальной инициативы в области устойчивого развития.
Скончался 3 декабря 2019 года.